# El Brasil, Doctor Coss
El Brasil är en ort i Mexiko.   Den ligger i kommunen Doctor Coss och delstaten Nuevo León, i den centrala delen av landet, 700 km norr om huvudstaden Mexico City. El Brasil ligger 114 meter över havet och antalet invånare är 125.
Terrängen runt El Brasil är platt. Runt El Brasil är det mycket glesbefolkat, med 3 invånare per kvadratkilometer. Närmaste större samhälle är General Tapia, 9,1 km sydväst om El Brasil. Trakten runt El Brasil består till största delen av jordbruksmark.